# Кати Ковач
Ка̀ти Ко̀вач (на унгарски: Kovács Kati; Верпелет, 25 октомври 1944 г.) е унгарска певица, текстописка и актриса.
Нарежда се сред най-утвърдените и успешни певици от втората половина на XX век наред с Жужа Конц, Шаролта Залатнай, Клари Катона и Тери Харангозо. Добива известност и в чужбина, където представя страната си на редица значими музикални фестивали, включително и на „Златният Орфей“ в България през 1971 г. През дългогодишната си кариера издава множество албуми, често с различни унгарски групи. Носителка е на наградите „Кошут“ и „Ференц Лист“.

## Биография

### Детство, образование и първи телевизионни участия
Кати Ковач се ражда в семейството на Калман Ковач и Маргит Баумгартнер във Верпелет. Дядо ѝ от майчина страна е родом от Австрия. Има по-голям брат Калман и по-малка сестра Ева. До избухването на Втората световна война през 1939 г. живеят в Егер, след което са принудени да избягат и се установяват във Верпелет, където ги приема семейството на кръстницата на Кати. След края на войната се връщат в Егер, където Кати прекарва първите си 20 години. Родителите ѝ се развеждат и майка ѝ отглежда трите деца сама.
Средното си образование получава първоначално в гимназията „Ержебет Силади“. По това време започва да се увлича силно по музиката. Първото ѝ изпълнение пред публика е именно там, когато е 15-годишна – изпълнява тиролска песен. Не след дълго се премества да учи в гимназията „Геза Гардони“ по молба на майка си, за да е близо до сестра си, която не е приета в старото училище на Кати. Присъединява се към любителска група, изпълняваща джаз. Влияние върху начина ѝ на пеене ѝ оказват Ела Фицджералд, Джанис Джоплин и Тина Търнър.
През 1962 г. участва в първото издание на предаването за таланти Ki mit tud? („Кой какво знае?“), изпълнявайки песен на Литъл Ричард, но журито оценява изпълнението ѝ като „кресливо“ и въпреки че се класира на първо място в местния кръг в Егер, не достига до излъчващия се по телевизията национален кръг. Поради неуспеха си загубва интерес и се зарича да не участва повече.
След като полага зрелостния си изпит през 1963 г., започва да работи като медицинска служителка. През този период участва в други телевизионни програми, например Versengő városok („Състезаващи се градове“), в която представя Егер.

### Певческа кариера
Истински успех ѝ носи третото издание на „Кой какво може?“ през 1965 г., за което я записва майка ѝ. След дългите кръгове и множество песни Кати печели състезанието и е обявена за „Глас на годината“. Осъществява първите си записи на песните Sóhaj („Въздишка“) и I Cry („Аз плача“ на Литъл Ричард) под името Каталин Ковач, включени в сборна плоча с песните от състезанието.
През 1966 г. поредицата от успехи продължава с победата ѝ на първото издание на Фестивала за танцова песен (Táncdalfesztivál) с Nem leszek a játékszered („Няма да бъда твоята играчка“), която ѝ носи четири награди и която заедно с тази на група „Илеш“ успява да се открои с по-роковото си звучене от останалите песни в по-традиционен стил. Продължава обучението си в будапещенското Висше училище за музикални изкуства „Бела Барток“ в отдела по джаз в класа на Дьорд Вукан.
През този период прави множество записи към радиото и издава краткосвирещи плочи. Тогавашният ѝ репертоар е предимно бийтов. Изнася редица концерти под съпровода на нашумели по това време групи, като „Илеш“, „Метро“ и „Омега“. От края на 60-те години пътува все по-често в чужбина, където представя страната си на международни фестивали. През 1969 г. е издадена първата ѝ задгранична плоча.

### 70-те години
В края на 1970 г. вече е призната артистка и издава първата си дългосвиреща плоча, озаглавена Suttogva és kiabálva („Шепнешком и на висок глас“). Заедно с певиците Жужа Конц и Залатнай Шаролта през август участва в телевизионното предаване Stúdió Zéró. Пеят песни от мюзикълите „Коса“ и „Цигулар на покрива“ както поотделно, така и заедно.
През март 1971 г. изпълнява песни по музика на Ханс Айслер в радио театрална пиеса по „Дните на комуната“ на Бертолт Брехт. През лятото трите певици участват на фестивала в белгийския град Остенде, а през 1972 г. гостуват в записите на първия албум на трио „Толчвай“. Кати се явява и на „Златният Орфей“ в България, на който изпълнява англоезична версия на песента „Златно сърце“ на Лили Иванова по музика на Николай Арабаджиев и печели III награда в международния конкурс. Изпълнението ѝ е включено в плочата „Гости на „Златният Орфей '71“, издадена от „Балкантон“, а в малка сборна плоча е включена и Jaj, nem vigyáztam („Ах, не внимавах“).
През лятото на 1972 г. представя Add már, Uram, az esőt! („Дай, Боже, дъжд!“) на Фестивала за танцувална песен, печели изданието и Наградата за изпълнител, а песента става една от най-познатите в репертоара ѝ, като през 2010 г. част от нея е семплирана в песента Woohoo на Кристина Агилера и Ники Минаж. През октомври я изпълнява и на немски със заглавието Wind, komm, bring den Regen her („Ветре, ела, донеси дъжда“) на Международния шлагерен фестивал в Дрезден (в тогавашната ГДР) и печели I награда в международния конкурс. През ноември се явява на Световния фестивал за популярна песен в Токио с японска версия на Van jó minden rosszban („Има добро във всяко лошо“), озаглавена „悲しみに光さして“ (Kanashimi ni hikari sashite). Изпълнението ѝ е включено в сборна плоча с песните от събитието, както и в малка плоча, съдържаща още една японска песен, изпята от нея. В края на годината е издаден вторият ѝ албум Autogram helyett („Вместо автограф“).
От 1973 г. започва сътрудничеството си с група „Локомотив ГТ“. Същата година издава първия си съвместен албум с нея, както и първия си немскоезичен албум.
През 1974 г. се явява на Песенния конкурс в Касълбар (Ирландия) с песента Roses Are Red, Violets Are Blue („Розите са червени, теменугите са сини“) – английска версия на Nálad lenni újra jó lenne („Би било хубаво да бъда пак до теб“) от албума Intarzia – с която се класира на 1-во място в категорията за кънтри песен.
През февруари 1975 г. получава наградата „Звезда на годината“ на английското списание „Мюзик Уийк“ („Музикална седмица“), присъдена на различни изпълнители и групи от повечето европейски страни за високи постижения.
През това време участва и в хумористични радио постановки и мюзикъли заедно с хумориста Геза Хофи и певеца и актьор Янош Коош. До края на десетилетието издава още няколко дългосвирещи плочи. По албума си Életem lemeze („Плочата на живота ми“) от 1978 г. работи заедно с музиканта Левенте Сьорени (бивш член на „Илеш“) и текстописката на „Омега“ Анна Адамиш.

## Личен живот
Певицата сключва брак два пъти. Първият е с музиканта и композитор Тибор Конц от 1966 до 1975 г., а вторият – с певеца, композитор и пианист Ищван Лерх от 1975 до 1986 г. И двамата пишат множество песни за нея.

## Дискография
| - 1970 – Suttogva és kiabálva - 1972 – Autogram helyett - 1974 – Kovács Kati és a Locomotiv GT - 1975 – Kati Kovács - 1975 – Intarzia - 1976 – Közel a naphoz - 1976 – Kati - 1977 – Csendszóró - 1978 – Életem lemeze - 1979 – Szívemben zengő dal - 1980 – Tíz - 1983 – Érj utol - 1985 – Szerelmes levél indigóval - 1989 – Kell néha egy kis csavargás (с Геза Хофи и Янош Коош) - 1992 – Forgószél - 1996 – Love Game/Vangelis 1492 - 1999 – Édesanyámnak szeretettel - 2000 – Kincses sziget - 2002 – Gyere, szeress! - 2019 – Oh, Yes! | - 1976 – Rock and Roller - 1986 – Kívánságműsor - 1990 – Szólj rám, ha hangosan énekelek! - 2007 – Die großen Erfolge - 2011 – Találkozás egy régi szerelemmel - 2014 – Nem leszek a játékszered - 2015 – Napfényes álom - 2017 – Kiadatlan dalok - 2019 – Rock and Roller (Kiadatlan koncert- és stúdiófelvételek) - 2019 – Kovács Kati összes kislemeze I. - 2019 – Kovács Kati összes kislemeze II. |

## Участия на международни фестивали
- 1971 – Белгия – 4-то място на фестивала в Остенде (заедно с Жужа Конц и Шаролта Залатнай)
- 1971 – България – III награда в международния конкурс на фестивала „Златният Орфей“ за песента Golden Heart („Златно сърце“)[1]
- 1972 – ГДР – I награда в международния конкурс на Международния шлагерен фестивал в Дрезден за песента Wind, komm, bring den Regen her („Ветре, ела, донеси дъжда“)[7]
- 1972 – Япония – Световен фестивал на песента в Токио с песента „悲しみに光さして“ (Kanashimi ni hikari sashite)[8]
- 1974 – Ирландия – 1-во място в категорията за кънтри песен на Песенния фестивал в Касълбар с Roses Are Red, Violets Are Blue („Розите са червени, теменугите са сини“)[11]
- 1977 – Полша – Международен музикален фестивал в Сопот с песните Elégia („Елегия“) и Ha legközelebb látlak („Ако следващия път те видя“)
- 1979 – Австрия – 2-ро/3-то място на фестивала „Кернтен Интернационал“ във Вилах с песента Elégia